# Старые Турбаслы
Старые Турбаслы (баш. Иҫке Турбаҫлы) — село в составе городского округа город Уфа, относится к Турбаслинскому сельсовету, подчинённому Орджоникидзевскому району.

## История
В окрестностях села раскопано раннесредневековое городище.
До 1996 года деревня в составе Благовещенского района Республики Башкортостан

## География
Возле Старых Турбаслов расположены истоки реки Шугуровки и впадающей в неё реки Стеклянки.
Уличная сеть
- Аркаульская улица. Протяжённость около 430 м. Самая южная улица Ст. Турбаслов. Идёт с востока на запад. Первые дома на пересечении с ул. Мугаттарова, последние по нумерации — с ул. Молодёжной.
- Улица Дуслык Протяжённость около 430 м.
- Улица Заречная. Название дано по географическому расположению. Улица — крайняя западная окраина посёлка, находится за рекой Шугуровкой. На улице домов с чётными номерами нет. В том же Орджоникидзевском районе есть другая Заречная улица и пер. Заречный. В других районах Уфы известны ещё Заречные: ул. Заречная в Кировском районе, ул. Заречная в Нагаеве.
- Улица Комсомольская. Протяжённость около 1,20 км.
- Улица Лесная. Протяжённость около 1,3 км.
- Улица Молодёжная. Протяжённость около 1,15 км.
- Улица Мугаттарова. Протяжённость около 1,6 км. Начинается в юго-восточной части посёлка, идет на север, до пересечения с ул. Шариповской, где поворачивает направо, на восток (две улицы идут рядом).
- Улица Полевая. Протяжённость около 310 м. Улица идет параллельно с востока реке Шугуровке и заканчивается пересечением с главной улицей посёлка — улицей Советской. Название дано по географическому расположению начала улицы — у полей.
- Улица Радужная. Протяжённость около 1,5 м. Западная окраина Ст. Турбаслов.
- Улица Родниковая. Протяжённость около 150 м. Находится параллельно улицам Сыртланова и Комсомольской.
- Улица Советская. Протяжённость около 1,75 км. Главная улица посёлка. Находится в крайнем западном крыле и на северо-западной его окраине, где, после пересечения с ул. Комсомольской, переходит в ул. Шариповскую. Начинается нумерация домов с севера-западной части. По адресу: ул. Советская, 54 — школа.
- Улица Сыртланова. Протяжённость около 1,25 км.
- Улица Хазиахметова. Протяжённость около 540 м.
- Улица Шариповская. Протяжённость около 620 м. Шариповская является продолжением главной улицы посёлка — Советской, завершающейся после пересечения с ул. Комсомольской. Нумерация домов Шариповской начинается после Комсомольской и завершается фактически слиянием на северо-востоке с ул. Мугаттарова.

## Население
Основное население составляют татары (53%), при этом 59% населения при переписи 2010 родным указали татарский язык.

## Инфраструктура
Школа № 145 (ул. Советская, 54). Фельдшерско-акушерский пункт (2020). Рассматривается (2020) строительство нового здания Дома культуры 

## Религия
В селе есть мечеть.

## Известные жители
- Муллаяр Исламгареевич Сыртланов (1923—1944) — командир отделения 569-го стрелкового полка, Герой Советского Союза, учился в Старо-Турбаслинской средней школе. Во дворе школы установлен бюст Герою. Одна из улиц в селе названа в его честь.
- Валеева Зухра Сибгатовна (12 октября,1947 год, Старые Турбаслы, Благовещенский район, Башкирская АССР) — советский и российский строитель. Кавалер орденов Трудовой Славы III (1977) и II(1986) степени. Почётный строитель России (1998).